# Raunheim
Raunheim is een gemeente in de Duitse deelstaat Hessen, gelegen in de Kreis Groß-Gerau. De stad telt 16.096 inwoners.

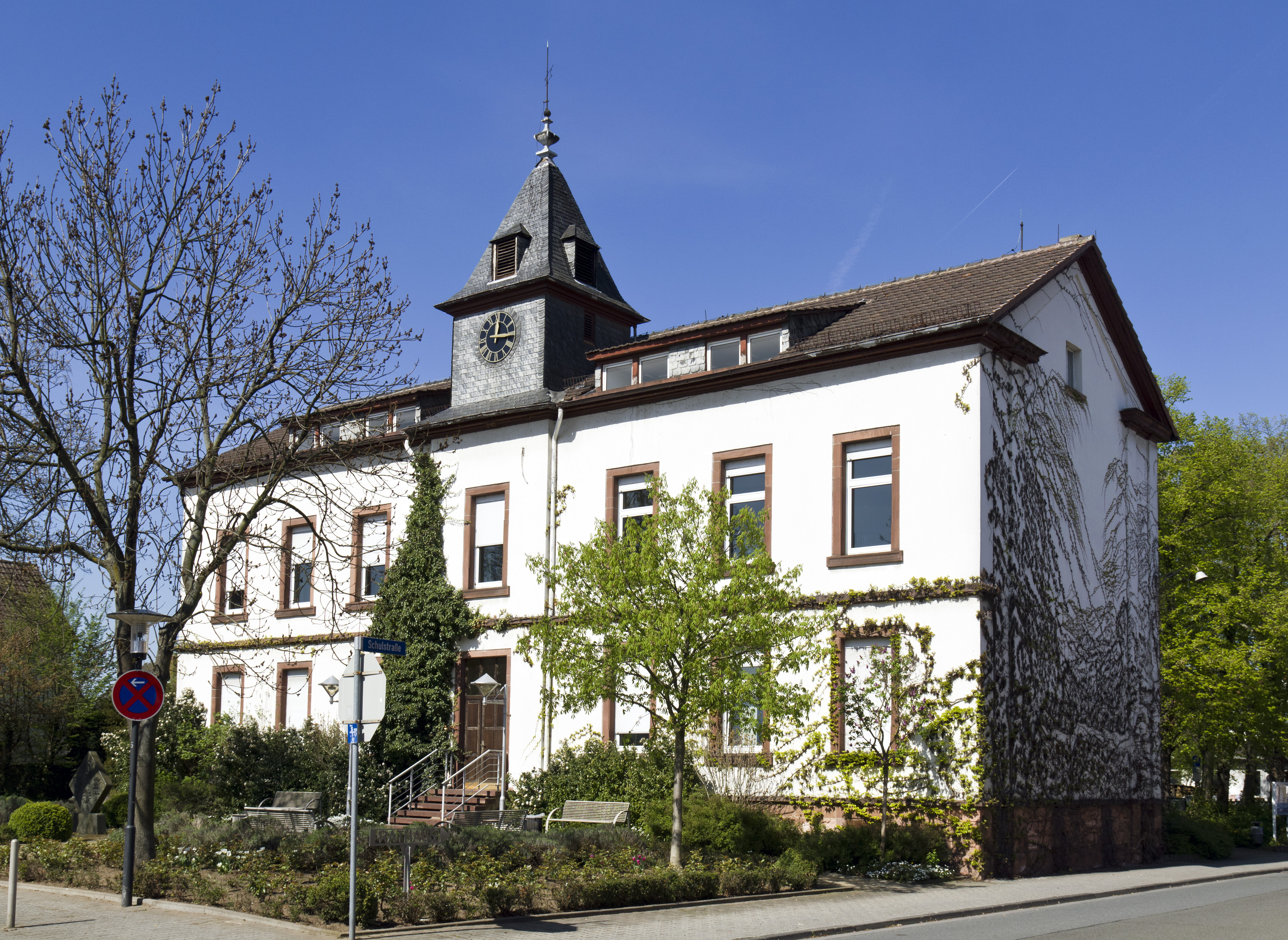
Raadhuis
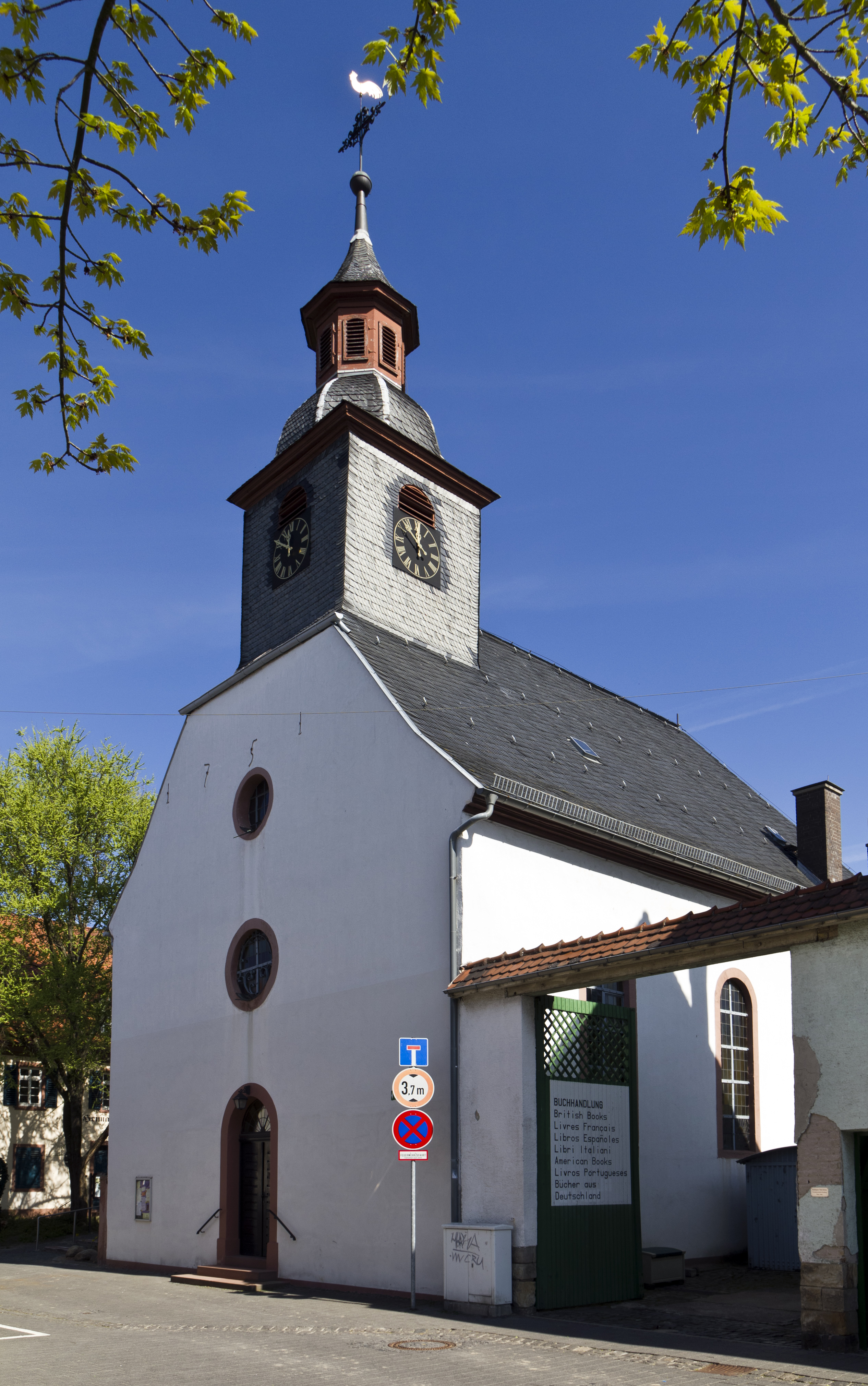
Maarten Lutherkerk
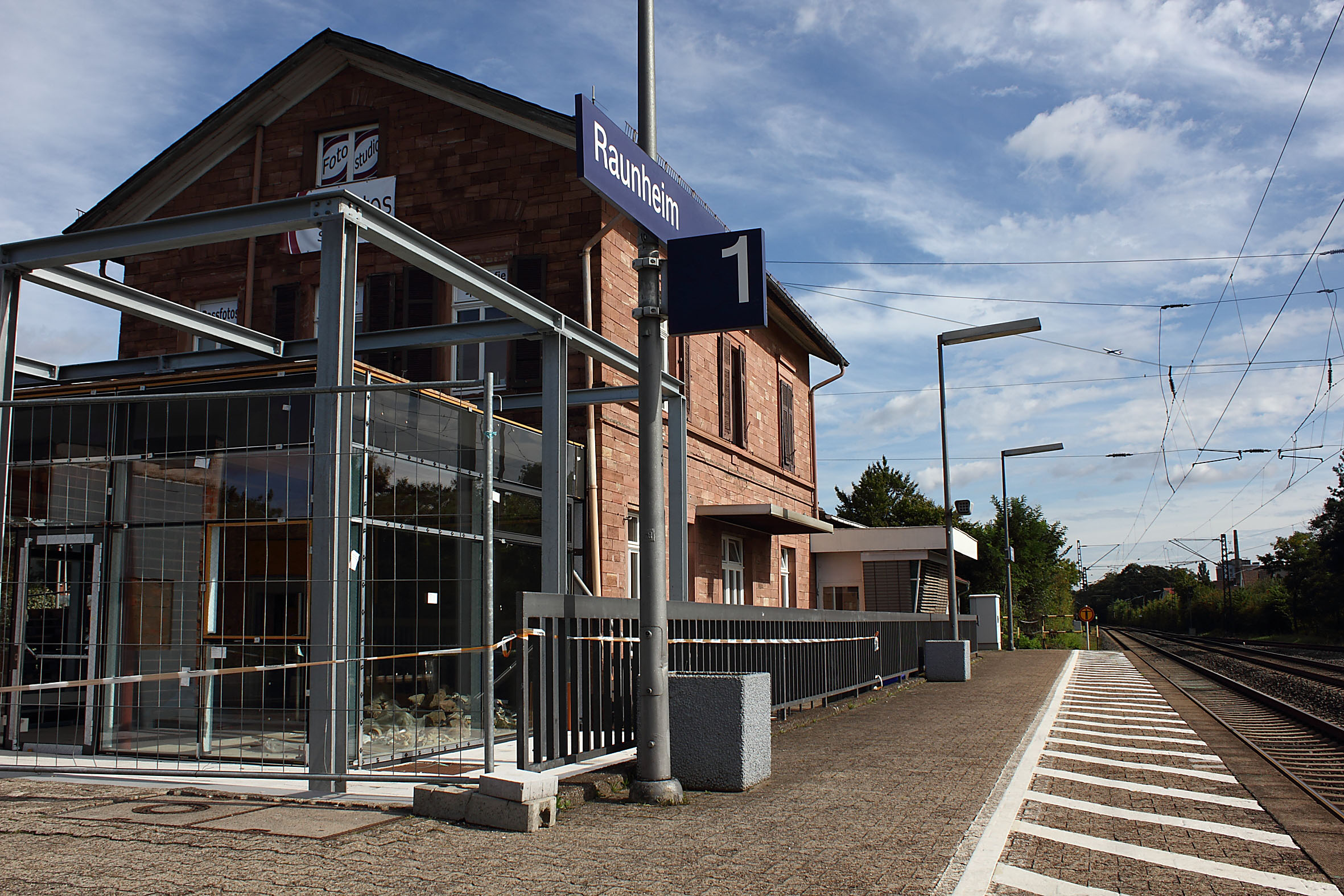
Station Raunheim

## Geografie
Raunheim heeft een oppervlakte van 12,61 km² en ligt in het centrum van Duitsland, iets ten westen van het geografisch middelpunt.
Het ligt aan de linkeroever van de Main .
Biebesheim am Rhein ·
Bischofsheim ·
Büttelborn ·
Gernsheim ·
Ginsheim-Gustavsburg ·
Groß-Gerau ·
Kelsterbach ·
Mörfelden-Walldorf ·
Nauheim ·
Raunheim ·
Riedstadt ·
Rüsselsheim am Main ·
Stockstadt am Rhein ·
Trebur